# Cabeza de Arroyo Caballo
Cabeza de Arroyo Caballo är en ort i Mexiko.   Den ligger i kommunen Xochistlahuaca och delstaten Guerrero, i den sydöstra delen av landet, 300 km söder om huvudstaden Mexico City. Cabeza de Arroyo Caballo ligger 447 meter över havet och antalet invånare är 389.
Terrängen runt Cabeza de Arroyo Caballo är huvudsakligen kuperad, men åt nordost är den bergig. Runt Cabeza de Arroyo Caballo är det ganska glesbefolkat, med 50 invånare per kvadratkilometer. Närmaste större samhälle är Xochistlahuaca, 2,4 km väster om Cabeza de Arroyo Caballo. Omgivningarna runt Cabeza de Arroyo Caballo är en mosaik av jordbruksmark och naturlig växtlighet.